# Corri English
Corri English (* 10. Mai 1978 in Atlanta, Georgia als Corri Englisby) ist eine US-amerikanische Schauspielerin.

## Leben
Corri English arbeitete zweimal mit der Schauspielerin Danielle Panabaker im Jahr 2004 zusammen. Einmal in Stuck in the suburbs und dann ein weiteres Mal in Searching for David's heart. Als junges Mädchen während der 1980er und 1990er Jahre moderierte sie die Kinderserie Kidsbeat und einige weitere Kinderserien auf dem Sender TBS. Sie ist ebenfalls eine lange Zeit mit Christine Lakin befreundet. English spielt neben Adam Green und Joe Lynch in der Thriller-Serie Holliston.
English ist nebenbei Frontfrau und Sängerin der Country Band Brokedown Cadillac.

## Auszeichnungen
- Im Jahr 2006 als Beste Schauspielerin beim International Horror and Sci-Fi Film Festival

## Filmografie
- 1999: Space Ghost Coast to Coast (Fernsehserie, eine Folge)
- 1999: Shake, Rattle and Roll: An American Love Story (Fernsehfilm)
- 2000: Dawson’s Creek (Fernsehserie, Folge Zwischen allen Stühlen)
- 2002: Going to California (Fernsehserie, Folge A Little Hard in the Big Easy)
- 2003: Das Urteil – Jeder ist käuflich (Runaway Jury)
- 2004: One Tree Hill (Fernsehserie, Folge Nächtliches Treiben)
- 2004: No Witness
- 2004: Jordan Superstar (Stuck in the Suburbs, Fernsehfilm)
- 2004: Die Suche nach Davids Herz (Searching for David's Heart, Fernsehfilm)
- 2004: 3: The Dale Earnhardt Story (Fernsehfilm)
- 2004–2005: Die himmlische Joan (Joan of Arcadia, Fernsehserie, zwei Folgen)
- 2005: RedMeansGo
- 2006: Without a Trace – Spurlos verschwunden (Without a Trace, Fernsehserie, Folge Requiem)
- 2006: The Bedford Diaries (Fernsehserie, acht Folgen)
- 2006: Unrest – Schrei nicht, du weckst die Toten (Unrest)
- 2006: CSI: Miami (Fernsehserie, Folge Um die Ecke)
- 2006: Justice – Nicht schuldig (Justice, Fernsehserie, Folge Christmas Party)
- 2007: Campus Ladies (Fernsehserie, Folge Barri & Joan Rush a Black Sorority)
- 2007: Navy CIS (NCIS, Fernsehserie, Folge Das letzte Lebewohl)
- 2007: House of Fears
- 2007: Winter Tales (Miniserie, Stimme)
- 2008: Killer Pad
- 2008: The Tiffany Problem (Kurzfilm)
- 2008: Broken Windows
- 2009: Mrs. Washington Goes to Smith (Fernsehfilm)
- 2009: Dragon Age: Origins (VS, Stimme)
- 2010: APB: All Points Bulletin (VS, Stimme)
- 2011: The Elder Scrolls V: Skyrim (VS, Stimme)
- 2011: Star Wars: The Old Republic (VS, Stimme)
- 2012: Bite Me (Fernsehserie, eine Folge)
- 2012: Dr. House (House, Fernsehserie, eine Folge)
- 2012: Mass Effect 3 (VS, Stimme)
- 2012: Internet Icon (Fernsehserie)
- 2012: Lovin’ Lakin (Miniserie)
- 2012–2013: Holliston (Fernsehserie, 21 Folgen)
- 2013: Devil May Call
- 2014: Planes 2 – Immer im Einsatz (Planes: Fire & Rescue, Stimme)